# 白水河电站
白水河电站是四川省雅安市石棉县境内的一座水电站，位于大渡河中游右岸的一级支流松林河的白水河支沟上。电站总装机容量24MW，工程于2000年动工，2003年建成，电站总投资11998.64万元。